# André Köbben
Andreas (André) Johannes Franciscus Köbben ('s-Hertogenbosch, 3 april 1925 - Leiden, 13 augustus 2019) was een Nederlands cultureel antropoloog, beleidsadviseur en essayist, een invloedrijk leermeester van generaties van Nederlandse antropologen.

## Levensloop
Na veldwerk in Ivoorkust (1953-1954) en wetenschappelijke promotie aan de toenmalige Gemeenteuniversiteit van Amsterdam, werd André Köbben in 1955 hoogleraar culturele antropologie aan diezelfde universiteit, als opvolger van J.J. Fahrenfort. Ruim twintig jaar later, in een tijd van verregaande universitaire democratisering en na eerdere conflicten rond de communistische hoogleraar in de niet-westerse sociologie W.F. Wertheim, nam hij in 1976 ontslag om als hoogleraar aan de Rijksuniversiteit Leiden het Centrum voor Onderzoek van Maatschappelijke Tegenstellingen (COMT) op te zetten. In deze tijd raakte hij sterk beleidsmatig geëngageerd, eerst - tussen de twee 'Molukse' treinkapingen bij Wijster in 1975 en De Punt in 1977   - in de commissie 'Overleg Nederlanders-Zuid-Molukkers' (de zogenaamde commissie Köbben/Mantouw) en daarna in 1978 in de nieuw ingestelde Adviescommissie Onderzoek Minderheden (ACOM), die grote invloed kreeg op de programmering van sociaal-wetenschappelijk onderzoek. In 1980 bekleedde Köbben aan de Universiteit Leiden de Cleveringa-leerstoel. Zijn oratie Het heilig vuur was een pleidooi voor intensieve 'participerende observatie' onder minderheden als basis voor beleid. Na zijn emeritaat (1991) is hij door tal van essays over actuele kwesties aanwezig gebleven in het openbare debat.
Köbbens manier van denken is meest Angelsaksisch, empirisch, en pragmatisch gericht. Noch het marxisme, noch het Franse structuralisme van Lévi-Strauss, noch het postmodernisme had enige bekoring voor hem. Zijn aanvankelijke belangstelling gold sterk de methodiek van de interculturele vergelijking (vertegenwoordigd door G.P. Murdock) en de rol van de statistiek daarin. Het latere werk, te beginnen met een studie naar acculturatie onder de Aukaners in Suriname (kort na 1960), verraadt een grote en constante betrokkenheid bij vanuit het Westen geïnitieerde veranderingsprocessen waarmee leden van andere culturen zich geconfronteerd zien, zowel in niet-westerse samenlevingen als in de westerse samenlevingen zelf. In verband met acculturatieprocessen formuleerde Köbben het nieuwe rolbegrip 'zaakwaarnemer' voor de inheemse verbindingspersoon tussen minderheids- en meerderheidsgroep.
Later ontwikkelde Köbben zich tot normbewaker in de wetenschappen, waarbij hij - in samenwerking met de antropoloog Henk Tromp - aan de hand van concrete gevallen aantoonde hoe makkelijk het belang van de opdrachtgever de eerlijkheid (objectiviteit) van de onderzoeker in gevaar kan brengen. In het gelijkgestemde "De tijdgeest en andere ongemakken" (2008) laat hij zien, hoezeer de macht van de vooringenomenheid zich overal in maatschappij, politiek, wetenschap en religie doet gelden. Köbbens manend geluid werd niet in alle gewesten met gelijke instemming gehoord.

## Persoonlijk
Köbben was gehuwd met Atie van Vessem met wie hij verscheidene kinderen kreeg. Zij is de jongere zus van Liesbeth van Vessem en hij was daardoor een zwager van de politicus Joop den Uyl.

## Interview
- Alex Strating en Jojada Verrips, 'A Stickler for Words: Interview with André J.F. Köbben', in: Dutch Masters, themanummer Etnofoor 8(2), 2005, pp. 9-21.